# Garab Dordże
Garab Dordże (tyb.: དགའ་རབ་རྡོ་རྗེ་, Wylie: dga’ rab rdo rje; sanskryt: Prahewadżra) – był według tradycji tybetańskiej pierwszym historycznym mistrzem Dzogczen buddyzmu tybetańskiego. Urodzony w królestwie Oddijana, niedaleko Indii, na terenie dzisiejszego Pakistanu, ok. roku 184 p.n.e. Po wielu studiach i praktykach otrzymał pełny specjalny przekaz nauk tantr oraz związane z nimi nauki Dzogczen. Tradycja Dzogczen mówi, że Garab Dordże w istocie był emanacją Buddy Wadżrasattwy i przekaz ten otrzymywał bezpośrednio od istot z niebiańskich sfer Samsary, jak i z czystych krain Buddy np. od samego Wadżrasattwy. Przekaz ten obecnie jest kontynuowany głównie w szkole Ningma buddyzmu tybetańskiego. Spadkobiercą przekazu był mistrz Mandziuśrimitra, a dotarł on w VI w do Tybetu głównie za sprawą wielkiego mahasiddhy Padmasambhawy i Wimalamitry jako bezpośrednie nauki "Kama" lub jako odkrywane na wiele wieków potem "termy", czyli Ukryte Skarby z Naukami. 
Słowo Garab Dordże tłumaczy się z tybetańskiego jako "Śmiech Wadżry" lub "Niezniszczalny Śmiech".